# Cottanello
Cottanello – miejscowość i gmina we Włoszech, w regionie Lacjum, w prowincji Rieti.
Według danych na rok 2004 gminę zamieszkiwało 566 osób, 15,7 os./km².